# General Echo
General Echo, eigentlich Earl Anthony Robinson (* 8. Dezember 1955 in Kingston, Jamaika; † 1980 ebenda), auch bekannt unter den Namen Ranking Slackness, war ein jamaikanischer Deejay des Roots-Reggae. Er gilt als einer der ersten Künstler der sogenannte Slackness-Lyrics in den Reggae einbrachte. Seine Single Arleen, die er auf dem Stalag Riddim von Winston Riley veröffentlichte, war ein Nummer-1-Hit in Jamaika. General Echo war auch Gründer und Deejay des in Jamaika sehr bekannten Sound system Echo Tone Hi Fi.

## Biografie
Robinson wurde im Dezember 1955 im kingstoner Stadtteil Fletcher’s Land geboren, wo er auch aufwuchs. Sein Vater verstarb, als er noch ein kleines Kind war. Seine Mutter Elma Robinson arbeitete als Schneiderin. Er machte seinen Abschluss in der Kingston Senior School und arbeitete daraufhin bei Peart Electrical, in der Innenstadt von Kingston.
Das erste Mal auf einen Tonträger zu hören war General Echo 1972 in dem Song Ordinary Version, zusammen mit den jamaikanischen Deejays Bingy Bunny und Errol Thompson. 1975 gründete er das Sound system Echo Tone Hi Fi welches im Laufe der Zeit eines der populärsten Sound systems von Jamaika wurde. Echo selber wechselte aber bald zu den Sound system Ray Symbolic und 1977 dann zu Stereophonic. Im selben Jahr erschien auch seine erste Solo Single mit dem Namen Track Shoes auf dem jamaikanischen Label  Black & White Zwei Jahre darauf, im Jahre 1979, erschien auf dem jamaikanischen Label Manzie mit Rocking And Swing dann das erste Album. In den späten 1970er Jahren machte General Echo sich mit Soundsystemen wie Gemini, Stereophonic und Ray Symbolic einen Namen.
Ende der 1970er Jahre arbeitete Echo mit dem Produzenten Winston Riley zusammen. Auf dessen Stalag Riddim erschien 1980 die Single Arleen, die das jamaikanische Label Techniques veröffentlichte. Der Song erreichte in den jamaikanischen Charts den ersten Platz und hielt sich dort mehrere Wochen. Danach stieg sein Bekanntheitsgrad auch international stark an und er veröffentlichte auch Songs auf größeren Labels wie Greensleeves oder Island Records. Kurz vor seinem Tod erschien sein zweites Album 12" Of Pleasure auf Greensleeves, welches von den namhaften Produzenten Henry "Junjo" Lawes produziert wurde. Im Jahre 2000 veröffentlichte das Reggae-Duo Clint Eastwood & General Saint das Album Tribute to General Echo.

## Tod
Am 22. November 1980, kurz nach der Veröffentlichung seines zweiten Albums 12 Inches Of Pleasure wurde General Echo zusammen mit dem Mitglied seines Soundsystems Selector Flux und dem Besitzer des Labels Stereo Phonic Leon 'Big John' Johns von der Polizei erschossen, nachdem sie das Auto angehalten hatten, in dem sie fuhren. Der Vorfall wurde nie zufriedenstellend geklärt.

## Diskografie

### Alben
- 1979 – Rocking And Swing – Manzie
- 1980 – 12" Of Pleasure – Greensleeves Records
- 2000 – Tribute To General Echo – Mandingo Hot Steppers

### Singles, Dubplates
- 1977 – Track Shoes –  Black & White
- 1977 – International Year Of The Child – Hit
- 1978 – A Little Dis A Little Dat – Manzie
- 1978 – Occupation – J&M
- 1979 – Foxy Mama – Manzie
- 1979 – Sex Educational Class – Mandingo
- 1979 – The General – Techniques
- 1979 – Boom Boom – Manzie
- 1980 – Bathroom Sex – Greensleeves Records
- 1980 – Rappin' Dub – Eglinton & Oakwood
- 1980 – Drunken Master – Island Records
- 1980 – Arleen – Techniques
- 1980 – Rapping Dub Style – Techniques
- 1980 – Hot Reggae Music – Manzie
- 1980 – Suzzane – Bunny Rabbit
- 1980 – Titanic – Manzie
- 1981 – Bun Bun – Mandingo
- 1982 – Afrikan National Heroes – Mandingo

### Zusammenarbeit mit anderen Künstlern
- 1972 – Ordinary Version (feat. Bingy Bunny, Errol Thompson) – Giant
- 1979 – Foxy Trixter (feat. The Revolutionaries) – Manzie
- 1980 – Coming From Town (feat. Madoo) – Cha Cha Music
- 1980 – Hotel Fee (feat. Madoo) – Greensleeves Records
- 1980 – People Are You Ready (feat. The Mercenaries) – Mummy
- 1980 – Roses Are Red (feat. Badoo) – Live And Love